# Ryszard Jadczak
Ryszard Stefan Jadczak (ur. 19 lutego 1951 w Radziejowie Kujawskim, zm. 18 czerwca 1998) – polski filozof i historyk filozofii, profesor Uniwersytetu Mikołaja Kopernika w Toruniu.

## Życiorys
Pochodził z rodziny kolejarskiej. Liceum ogólnokształcące ukończył w rodzinnym Radziejowie (1969) i po rocznej pracy w biurze tamtejszej Powiatowej Radzie Narodowej podjął studia historyczne na uniwersytecie toruńskim. Jako student wykazywał także zainteresowania filozoficzne, był uczestnikiem konwersatorium docenta Stanisława Soldenhoffa z etyki i myśli społecznej oraz przewodniczył Studenckiemu Naukowemu Kołu Filozofów. W 1975 uzyskał magisterium z historii, na podstawie pracy Jeńcy rosyjscy w KL Stutthof, przygotowanej pod kierunkiem ówczesnego rektora uczelni prof. Witolda Łukaszewicza. Związał się wówczas zawodowo z macierzystą uczelnią, podejmując pracę w Zakładzie Etyki Instytutu Nauk Społecznych; był w tym instytucie (od 1991 w Instytucie Filozofii) kolejno asystentem stażystą, asystentem, starszym asystentem, adiunktem. Wykształcenie filozoficzne uzupełniał na seminarium „Privatissimum” prof. Tadeusza Czeżowskiego. W 1980 na Wydziale Humanistycznym Uniwersytetu Mikołaja Kopernika obronił rozprawę doktorską Poglądy filozoficzne Władysława Witwickiego. Z laickiej tradycji nauki polskiej, której promotorem był Stanisław Soldenhoff. Habilitował się w 1993, na Wydziale Filozofii i Socjologii Uniwersytetu Warszawskiego, gdzie przedstawił rozprawę Człowiek szukający etyki. Filozofia moralna Kazimierza Twardowskiego; habilitacja została zatwierdzona w czerwcu 1994. W lipcu powołano go na stanowisko profesora nadzwyczajnego w Instytucie Filozofii uczelni toruńskiej.
Zainteresowania naukowe Jadczaka obejmowały przede wszystkim dzieje polskiej filozofii i etyki XIX i XX wieku, ze szczególnym uwzględnieniem psychologii moralności. Wykorzystując zdobyte kwalifikacje i umiejętności warsztatowe historyka, prowadził badania biograficzne i archiwalne, popularyzując wiedzę na temat lwowsko-warszawskiej szkoły filozoficznej. W opinii innego historyka filozofii Jana Woleńskiego, prace archiwalne i edytorskie Ryszarda Jadczaka pozwoliły na szersze spojrzenie na różnorodność poglądów szkoły lwowsko-warszawskiej, wcześniej postrzeganej zwykle jako spójne i zintegrowane.
Jadczak opracował archiwalną spuściznę Kazimierza Twardowskiego; przygotował do wydania Etykę Twardowskiego (1994) oraz dwie części Dzienników (1997). Był też autorem, współautorem lub redaktorem książek Kazimierz Twardowski. Twórca szkoły lwowsko-warszawskiej (1991), Powstanie filozofii analitycznej w Polsce (noty bibliograficzne) (1995), Polskie Zjazdy Filozoficzne (1995); łącznie liczba jego publikacji przekroczyła 200. Publikował i współpracował z „Ruchem Filozoficznym” i „Przeglądem Artystyczno-Literackim”, wchodził w skład kolegium redakcyjnego „Edukacji Filozoficznej”.
W 1995 uczestniczył w pracach Komitetu Organizacyjnego VI Polskiego Zjazdu Filozoficznego w Toruniu. W marcu 1998 doprowadził do kolejnego spotkania polskich filozofów w Toruniu, nawiązując do przedwojennej tradycji zjazdów uczniów Kazimierza Twardowskiego we Lwowie. W tym samym roku zainicjował i zainaugurował cykl gościnnych wykładów o wybitnych humanistach polskich w cieszyńskiej filii Uniwersytetu Śląskiego; mówił w Cieszynie o Twardowskim i roli jego filozofii w pedagogice, a samym wykładom nadano imię Twardowskiego, który również wiele lat wcześniej był prelegentem w Cieszynie – w sierpniu 1904 w ramach Wakacyjnego Kursu Uniwersyteckiego Polskiego Towarzystwa Pedagogicznego w Księstwie Cieszyńskim. Ryszard Jadczak utrzymywał bliskie kontakty naukowe z filozoficznymi środowiskami Lwowa i Wilna, uczestniczył w corocznych „Czytaniach” ku pamięci Kazimierza Twardowskiego we Lwowie i na łamach „Ruchu Filozoficznego” zdawał z nich relacje.
Od 1980 był członkiem Polskiego Towarzystwa Filozoficznego; przez trzy lata był zastępcą członka Zarządu Głównego, od 1995 wchodził w skład Komisji Rewizyjnej przy Zarządzie Głównym, był także w zarządzie Sekcji Etyki. Od 1996 pełnił funkcję sekretarza Oddziału Toruńskiego Polskiego Towarzystwa Filozoficznego. Od 1992 należał do Towarzystwa Naukowego w Toruniu, w ramach którego przewodniczył Komisji Filozoficznej. We wcześniejszych latach aktywnie uczestniczył w ruchu młodzieżowym, był m.in. członkiem Związku Harcerstwa Polskiego, Związku Młodzieży Socjalistycznej, Socjalistycznego Związku Studentów Polskich. W latach 1970–90 należał do Polskiej Zjednoczonej Partii Robotniczej. Działał ponadto w Towarzystwie Krzewienia Kultury Świeckiej oraz w uczelnianej organizacji Związku Nauczycielstwa Polskiego, przez pewien czas wchodził w skład redakcji „Głosu Uczelni”.